# Хопкрофт, Розмари
Розмари Л. Хопкрофт (Rosemary L. Hopcroft; род. 26 ноября 1962, Аделаида) — американский социолог, специалист в области эволюционной социологии, сравнительной и исторической социологии. Доктор философии (1992), профессор University of North Carolina at Charlotte, где трудится с 1994 года.
Окончила Миссисипский университет (бакалавр социологии Magna cum laude, 1985). В Вашингтонском университете получила степени магистра (1987) и доктора философии (1992) по социологии. В 1990-91 гг. проводила полевые исследования в Европе и Мексике. В 1991-93 гг. преподаватель Вашингтонского университета. С 1994 года ассистент-, с 2000 года ассоциированный, с 2010 года профессор профессор кафедры социологии University of North Carolina at Charlotte. Публиковалась в American Sociological Review, American Journal of Sociology, Social Forces, Evolution and Human Behavior, Human Nature и др.
Автор «Evolution and Gender: Why it matters for contemporary life» (Routledge 2016). Редактор «The Oxford Handbook of Evolution, Biology and Society» (Oxford, 2018).
- Regions, Institutions, and Agrarian Change in European History. By Rosemary L. Hopcroft. Ann Arbor: University of Michigan Press, 1999. {Рецензия в American Journal of Sociology, рецензия в The Journal of Economic History}

Замужем, двое детей.